# Manszúra
Manszúra (arabul: المنصورة) város Észak-Egyiptomban, Kairótól kb. 120 km-re északkeletre. Tanta után a 2. legnagyobb város a Nílus deltájában.
Kereskedelmi-közigazgatási központ. Dakahlia kormányzóság székhelye. Az 1970-es évek eleje óta egyeteme is van.
1221-ben alapították, amikor a keresztes hadak Damiettát ostromolták. Nevének jelentése: "a győztes", arra utal, hogy falai alatt verték vissza a keresztesek támadásait, s ejtették foglyul vezérüket, IX. Lajos francia királyt.

## Népesség
A város népességének változása 1986 és 2006 között:
| 1986.   | 1996.   | 2006.   |
| ------- | ------- | ------- |
| 317.508 | 369.621 | 450.267 |

## Fordítás
- Ez a szócikk részben vagy egészben  az   al-Mansura című német Wikipédia-szócikk fordításán alapul.  Az eredeti cikk szerkesztőit annak laptörténete sorolja fel. Ez a jelzés csupán a megfogalmazás eredetét és a szerzői jogokat jelzi, nem szolgál a cikkben szereplő információk forrásmegjelöléseként.